# Carlos Moyá
Carlos Moyá Llompart (Palma de Mallorca, 27 augustus 1976) is een voormalig tennisser uit Spanje. Sinds 2017 is hij fulltime coach van zijn landgenoot Rafael Nadal.
Zijn ouders zijn Andrés Moyá en Pilar Llompart, heeft een oudere broer Andrés en een oudere zuster Begona. Hij was meer dan twee jaar lang samen met de Italiaanse tennisspeelster Flavia Pennetta, maar het koppel ging in de zomer van 2007 uit elkaar.
Moyá won in 1998 Roland Garros, door in de finale zijn landgenoot Alex Corretja in straight sets te verslaan. Hoewel zijn beste resultaten op gravel zijn, heeft hij ook op hardcourt mooie resultaten neergezet. Aan het einde van 1998 bereikte hij de finale van de Tennis Masters Cup. Weer was Corretja zijn tegenstander, maar ondanks een 2-0 voorsprong in sets verloor Moyá alsnog. In 1997 bereikte hij de finale van de Australian Open, maar had daarin geen kans tegen Pete Sampras.
In zijn carrière haalde hij 44 finales, hij won twintig enkeltitels. In 2004 won hij met Spanje de Davis Cup. Hij behaalde in de finale tegen de Verenigde Staten twee punten binnen via twee overwinningen in het enkelspel: tegen Mardy Fish en tegen de nummer 2 van de wereld; Andy Roddick, allebei in drie sets.

## Palmares

#### Enkelspel
| Legenda                       | Legenda               |
| ----------------------------- | --------------------- |
| Grand Slam                    |                       |
| Olympische Spelen             |                       |
| tot 2009                      | vanaf 2009            |
| Tennis Masters Cup            | ATP Finals            |
| ATP Masters Series            | ATP Tour Masters 1000 |
| ATP International Series Gold | ATP Tour 500          |
| ATP International Series      | ATP Tour 250          |

| Nr.              | Datum             | Toernooi            | Ondergrond    | Tegenstander in finale | Score                       | Details |
| ---------------- | ----------------- | ------------------- | ------------- | ---------------------- | --------------------------- | ------- |
| Gewonnen finales |                   |                     |               |                        |                             |         |
| 1.               | 12 november 1995  | ATP Buenos Aires    | Gravel        | Félix Mantilla         | 6-0, 6-3                    | Details |
| 2.               | 18 augustus 1996  | ATP Umag            | Gravel        | Félix Mantilla         | 6-0, 7-6(4)                 | Details |
| 3.               | 24 augustus 1997  | ATP Long Island     | Hardcourt     | Patrick Rafter         | 6-4, 7-6(1)                 | Details |
| 4.               | 27 april 1998     | ATP Monte Carlo     | Gravel        | Cédric Pioline         | 6-3, 6-0, 7-5               | Details |
| 5.               | 7 juni 1998       | Roland Garros       | Gravel        | Àlex Corretja          | 6-3, 7-5, 6-3               | Details |
| 6.               | 16 april 2000     | ATP Estoril         | Gravel        | Francisco Clavet       | 6-3, 6-2                    | Details |
| 7.               | 22 juli 2001      | ATP Umag            | Gravel        | Jérôme Golmard         | 6–4, 3–6, 7–6(2)            | Details |
| 8.               | 3 maart 2002      | ATP Acapulco        | Gravel        | Fernando Meligeni      | 7-6(4), 7-6(4)              | Details |
| 9.               | 14 juli 2002      | ATP Båstad          | Gravel        | Younes El Aynaoui      | 6-3, 2-6, 7-5               | Details |
| 10.              | 21 juli 2001      | ATP Umag            | Gravel        | David Ferrer           | 6–2, 6–3                    | Details |
| 11.              | 11 augustus 2002  | ATP Cincinnati      | Hardcourt     | Lleyton Hewitt         | 7–5, 7–6(5)                 | Details |
| 12.              | 23 februari 2003  | ATP Buenos Aires    | Gravel        | Guillermo Coria        | 6–3, 4–6, 6–4               | Details |
| 13.              | 27 april 2003     | ATP Barcelona       | Gravel        | Marat Safin            | 5–7, 6–2, 6–2, 3–0 opgave   | Details |
| 14.              | 27 juli 2003      | ATP Umag            | Gravel        | Filippo Volandri       | 6–4, 3–6, 7–5               | Details |
| 15.              | 11 januari 2004   | ATP Chennai         | Hardcourt     | Paradorn Srichaphan    | 6–4, 3–6, 7–6(5)            | Details |
| 16.              | 7 maart 2004      | ATP Acapulco        | Gravel        | Fernando Verdasco      | 6–3, 6–0                    | Details |
| 17.              | 9 mei 2004        | ATP Rome            | Gravel        | David Nalbandian       | 6-3, 6-3, 6-1               | Details |
| 18.              | 9 januari 2005    | ATP Chennai         | Hardcourt     | Paradorn Srichaphan    | 3–6, 6–4, 7–6(5)            | Details |
| 19.              | 19 februari 2006  | ATP Buenos Aires    | Gravel        | Filippo Volandri       | 7-6(6), 6-4                 | Details |
| 20.              | 27 juli 2003      | ATP Umag            | Gravel        | Andrei Pavel           | 6-4, 6-2                    | Details |
| Verloren finales |                   |                     |               |                        |                             |         |
| 1.               | 5 mei 1996        | ATP München         | Gravel        | Ctislav Doseděl        | 4-6, 6-4, 3-6               | Details |
| 2.               | 15 september 1996 | ATP Boekarest       | Gravel        | Alberto Berasategui    | 1-6, 6-7(5)                 | Details |
| 3.               | 12 januari 1997   | ATP Sydney          | Hardcourt     | Tim Henman             | 3-6, 1-6                    | Details |
| 4.               | 26 januari 1997   | Australian Open     | Hardcourt     | Pete Sampras           | 2-6, 3-6, 3-6               | Details |
| 5.               | 3 augustus 1997   | ATP Amsterdam       | Gravel        | Ctislav Doseděl        | 6-7(4), 6-7(5), 7-6(4), 2-6 | Details |
| 6.               | 17 augustus 1997  | ATP Indianapolis    | Hardcourt     | Jonas Björkman         | 3-6, 6-7(3)                 | Details |
| 7.               | 14 september 1997 | ATP Bournemouth     | Gravel        | Félix Mantilla         | 2-6, 2-6                    | Details |
| 8.               | 4 oktober 1998    | ATP Mallorca        | Gravel        | Gustavo Kuerten        | 7-6(5), 2-6, 3-6            | Details |
| 9.               | 29 november 1998  | Tennis Masters Cup  | Hardcourt     | Àlex Corretja          | 6-3, 6-3, 5-7, 3-6, 5-7     | Details |
| 10.              | 14 maart 1999     | ATP Indian Wells    | Hardcourt     | Mark Philippoussis     | 7-5, 4-6, 4-6, 6-4, 2-6     | Details |
| 11.              | 23 oktober 2000   | ATP Toulouse        | Hardcourt (i) | Àlex Corretja          | 3-6, 2-6                    | Details |
| 12.              | 29 april 2001     | ATP Barcelona       | Gravel        | Juan Carlos Ferrero    | 6-4, 5-7, 6-3, 3-6, 5-7     | Details |
| 13.              | 21 april 2002     | ATP Monte Carlo     | Gravel        | Juan Carlos Ferrero    | 5-7, 3-6, 4-6               | Details |
| 14.              | 29 september 2002 | ATP Hongkong        | Hardcourt     | Juan Carlos Ferrero    | 3-6, 6-1, 6-7(4)            | Details |
| 15.              | 30 maart 2003     | ATP Miami           | Hardcourt     | Andre Agassi           | 3-6, 3-6                    | Details |
| 16.              | 12 oktober 2003   | ATP Wenen           | Hardcourt (i) | Roger Federer          | 3-6, 3-6, 3-6               | Details |
| 17.              | 18 januari 2004   | ATP Sydney          | Hardcourt     | Lleyton Hewitt         | 3-4, opgave                 | Details |
| 18.              | 22 februari 2004  | ATP Buenos Aires    | Gravel        | Guillermo Coria        | 4-6, 1-6                    | Details |
| 19.              | 31 juli 2005      | ATP Umag            | Gravel        | Guillermo Coria        | 2-6, 6-4, 2-6               | Details |
| 20.              | 8 januari 2006    | ATP Chennai         | Hardcourt     | Ivan Ljubičić          | 6-7(6), 2-6                 | Details |
| 21.              | 14 januari 2007   | ATP Sydney          | Hardcourt     | James Blake            | 3-6, 7-5, 1-6               | Details |
| 22.              | 4 maart 2007      | ATP Acapulco        | Gravel        | Juan Ignacio Chela     | 3-6, 6-7(2)                 | Details |
| 23.              | 17 februari 2008  | ATP Costa do Sauípe | Gravel        | Nicolás Almagro        | 6-7(4), 6-3, 5-7            | Details |
| 24.              | 14 september 2008 | ATP Boekarest       | Gravel        | Gilles Simon           | 3-6, 4-6                    | Details |

## Prestatietabel
| Legenda | Legenda                          |
| ------- | -------------------------------- |
| g.t.    | geen toernooi gehouden           |
| l.c.    | lagere categorie                 |
| –       | niet deelgenomen                 |
| G       | uitgeschakeld in de groepsfase   |
| 1R      | uitgeschakeld in de eerste ronde |
| 2R      | uitgeschakeld in de tweede ronde |
| 3R      | uitgeschakeld in de derde ronde  |
| 4R      | uitgeschakeld in de vierde ronde |
| KF      | uitgeschakeld in de kwartfinale  |
| HF      | uitgeschakeld in de halve finale |
| F       | de finale verloren               |
| W       | het toernooi gewonnen            |
| w-v     | winst/verlies-balans             |

### Prestatietabel grand slam, enkelspel
| Toernooi        | 1996 | 1997 | 1998 | 1999 | 2000 | 2001 | 2002 | 2003 | 2004 | 2005 | 2006 | 2007 | 2008 | 2009 | 2010 |
| --------------- | ---- | ---- | ---- | ---- | ---- | ---- | ---- | ---- | ---- | ---- | ---- | ---- | ---- | ---- | ---- |
| Australian Open | 1R   | F    | 2R   | 1R   | –    | KF   | 2R   | 2R   | –    | 1R   | 1R   | 1R   | 1R   | 1R   | 1R   |
| Roland Garros   | 2R   | 2R   | W    | 4R   | 1R   | 2R   | 3R   | KF   | KF   | 4R   | 3R   | KF   | 1R   | –    | –    |
| Wimbledon       | 1R   | 2R   | 2R   | 2R   | 1R   | 2R   | –    | –    | 4R   | –    | –    | 1R   | –    | –    | –    |
| US Open         | 2R   | 1R   | HF   | 2R   | 4R   | 3R   | 2R   | 4R   | 3R   | 2R   | 3R   | KF   | 2R   | –    | –    |

### Prestatietabel grand slam, dubbelspel
| Toernooi        | 2001 | 2002 | 2003 | 2004 | 2005 | 2006 |
| --------------- | ---- | ---- | ---- | ---- | ---- | ---- |
| Australian Open | KF   | 1R   | 1R   | –    | –    | 1R   |
| Roland Garros   | –    | –    | –    | –    | –    | –    |
| Wimbledon       | –    | –    | –    | –    | –    | –    |
| US Open         | –    | –    | –    | –    | –    | –    |